# Rheinland-Pfalz-Takt

Logo Rheinland-Pfalz-Takt

Rheinland-Pfalz-Takt ist die Bezeichnung für den seit 1994 stufenweise eingeführten integralen Taktfahrplan (ITF) des Öffentlichen Personennahverkehrs (ÖPNV) in Rheinland-Pfalz. Ursprünglich wurde das Taktsystem nur für den Schienenverkehr geplant, wegen des großen Erfolges später aber auch auf Landesbedeutsame Buslinien (RegioLinien) ausgeweitet. Hauptziele des Rheinland-Pfalz-Taktes waren die Einführung einer regelmäßigen Bedienung der Nahverkehrsstrecken und die Verbesserung der Umsteigebeziehungen zwischen den einzelnen Linien.
Der Rheinland-Pfalz-Takt wird federführend von den Zweckverbänden Rheinland-Pfalz Süd (ZÖPNV Süd) mit Sitz in Kaiserslautern sowie Rheinland-Pfalz Nord (SPNV-Nord) mit Sitz in Koblenz koordiniert. Kooperationspartner sind die Verkehrsverbünde Karlsruhe, Region Trier, Rhein-Mosel, Rhein-Nahe und Rhein-Neckar.

## Geschichte
Die vertiefenden Untersuchungen zu einem Integralen Taktfahrplan in Deutschland begannen unter der Federführung der Deutschen Bundesbahn im Jahre 1991, die dazu in der Hauptverwaltung ein eigenes Projekt einrichtete. Sie umfassten die Bundesländer Bayern, Baden-Württemberg und Rheinland-Pfalz, die das Projekt neben dem Bund finanziell unterstützten. Die Vorschläge des beauftragten Büros SMA und Partner umfassten bis auf Tariffragen praktisch alle Aspekte, die für die Verkehrsmittelwahl mitentscheidend sind. 1993 legte die DB im Jahr 1993 einen Projektbericht vor.
Durch die Regionalisierung im Rahmen der Bahnreform ging die Verantwortung für den Schienenpersonennahverkehr vom Bund auf die Bundesländer über. In diesem Zusammenhang entwickelte das Land Rheinland-Pfalz das Nahverkehrskonzept „Rheinland-Pfalz-Takt“. Bereits 1992/93 entwickelte SMA und Partner ein Fahrplankonzept für Rheinland-Pfalz im Auftrag des Landes und der Deutschen Bundesbahn.
Im Mai 1994 wurde zunächst im südlichen Rheinland-Pfalz das Zugangebot um 37 % ausgeweitet. Außerdem wurden 1994 und in den Folgejahren mehrere stillgelegte Strecken reaktiviert. Auf ITF-Strecken nahm die Verkehrsleistung (Reisendenkilometer) um 43 % zu; die Einnahmen stiegen um 20 %; besonders große Mehrerlöse waren in Schwachlastzeiten zu beobachten. 1996 wurden weitere Verbesserungen durch die Einführung von klimatisierten Neigetechnik-Dieseltriebzügen der Baureihe 611 auf sechs Regional-Express-Linien wirksam. Eine weitere Zwischenstufe wurde 1997 mit der Einführung von Neigetechnik-Linien auf der Eifel- und Nahestrecke sowie auf der Lahntalbahn wirksam. Von 1994 bis 1998 wurde das Zugangebot um 45 % ausgeweitet und damit die Verkehrsleistung um 90 % gesteigert. Zwischen 1994 und 1997 wurden mit finanzieller Unterstützung des Landes 20 Dieseltriebwagen VT 628, 33 klimatisierte Doppelstockwagen, zwei Doppelstockschienenbusse und acht klimatisierte Dieseltriebzüge mit Neigetechnik angeschafft. Weitere Fahrzeuge folgten.
Bereits im ersten Betriebsjahr stiegen die Fahrgastzahlen. Auf der reaktivierten Eistalbahn zwischen Grünstadt und Eisenberg wurden 82 % mehr Fahrgäste als mit dem vormaligen Busverkehr gezählt. Während in den ersten Jahren auf einigen Linien trotz lediglich geringfügiger Angebotsausweitung ein starker Fahrgastzuwachs zu beobachten war, gab es auch Linien mit stark ausgeweitetem Angebot, die nur wenig zusätzliche Nachfrage zeigten. Die Zuwächse waren überwiegend außerhalb der Hauptverkehrszeiten zu beobachten und gingen vor allen Dingen auf Bevölkerungsteile zurück, die über kein eigenes Auto verfügen (Menschen bis 20 und ab 60 Jahre, tagsüber Frauen). Zwischen 1991 und 2003 stieg die Verkehrsleistung (Personenkilometer) im rheinland-pfälzischen Schienenpersonennahverkehr um 97 % und übertraf damit die ursprünglichen Prognosen. Im selben Zeitraum wurde die Betriebsleistung (Zugkilometer) um 67 % gesteigert. Gleichzeitig wurden mehr als 60 Bahnhöfe und Haltepunkte neu errichtet oder umgebaut.
Das Schienenverkehrsangebot wurde flankiert mit 25 neuen RegioBus-Linien mit insgesamt 9 Millionen Fahrzeugkilometern (Stand: 1. Januar 2000). Die Linien sind in das ITF-System eingebunden, untereinander an geeigneten Knotenpunkten verknüpft und erfreuen sich ebenfalls steigender Nachfrage (Stand: 2001).

## Rheinland-Pfalz-Takt 2015
Mit Rheinland-Pfalz-Takt 2015 wird ein 2008 beschlossenes Konzept bezeichnet, mit dem der rheinland-pfälzische Personennahverkehr bis 2015 verbessert werden soll. Die Maßnahmen des Programms stellen mit rund 20 % Mehrleistungen insgesamt den umfangreichsten Ausbau des rheinland-pfälzischen Schienenverkehrs seit der Einführung des Taktes 1994 dar. Kern des Programms ist eine Erweiterung des Regional-Express-Netzes. Daneben sind erneut Streckenreaktivierungen und der Neubau von Haltepunkten vorgesehen. Im Jahr 2013 wurde schon deutlich, dass einige Projekte wie die Reaktivierung der Hunsrückquerbahn oder die neue Regional-Express-Linie zwischen Kaiserslautern und Koblenz über Bad Kreuznach bis Ende 2015 nicht realisiert werden können. Zum Fahrplanwechsel 2014 starteten ebenso Projekte zu Taktverdichtungen und Zusammenlegungen verschiedener Regionalbahnlinien, um den Fahrgästen umsteigefreie Direktverbindungen anbieten zu können. So wurde die neue Regionalbahnlinie RB23 geschaffen, welche zwischen Limburg (Lahn), Koblenz Hbf, Andernach und Mayen Ost verkehrt. Zudem wurde der Intervall auf der Unterwesterwaldbahn (Limburg (Lahn)–Montabaur–Siershahn) auf einen Stundentakt verdichtet. Zum Fahrplanwechsel 2015 wurde die Regionalbahnlinie RB90 (Limburg (Lahn)–Westerburg–Altenkirchen–Au (Sieg)) über Betzdorf (Sieg) und Siegen ins nordrhein-westfälische Kreuztal verlängert.

### Reaktivierungen
Zwischenzeitlich stellte sich heraus, dass von den ursprünglich sieben geplanten Reaktivierungen zum Fahrplanwechsel 2014/2015 am 14. Dezember 2014 nur eine durchgeführt werden konnte. Zur Verbesserung der Mobilität an der oberen Nahe wurde die Strecke Heimbach – Baumholder reaktiviert, zunächst jedoch im Schienenersatzverkehr. Der Betrieb auf dieser Strecke wurde zum 23. Februar 2015 aufgenommen.
Die sechs anderen ursprünglich zur Reaktivierung zum Fahrplanwechsel 2014/2015 am 14. Dezember 2014 vorgesehenen Strecken waren:
- Die Reaktivierung der Aartalbahn zwischen Diez und Zollhaus soll neue Verbindungen in der Lahn-Region schaffen, verzögert sich aber auf unbestimmte Zeit.
- Die als elektrifizierte Strecke für den Güterverkehr betriebene Trierer Weststrecke zwischen Trier-Ehrang, Trier West und Igel wird seit 3. März 2025 als Teil einer schnellen Verbindung nach Luxemburg auch wieder im Personenverkehr genutzt.[7]
- Die Hunsrückquerbahn sollte zwischen Büchenbeuren und Langenlonsheim reaktiviert und um eine kurze Anschlussstrecke vom Flughafen Hahn ergänzt werden. Geplant war die Bedienung durch einen stündlichen Regional-Express nach Bingen, der zweistündlich sowie in Tagesrandlagen bis Frankfurt am Main durchgebunden werden sollte. Auch die Wiedereinrichtung der Halte in Kirchberg, Simmern, Rheinböllen und Stromberg war geplant. Die Wiederinbetriebnahme der Strecke bis zum Flughafen Hahn wurde im Koalitionsvertrag zwischen SPD und Bündnis 90/Die Grünen nach der Landtagswahl 2011 festgelegt und war ursprünglich Teil des Rheinland-Pfalz-Taktes 2015. Trotz absehbarer Verzögerungen bis 2018 wurde das Planungsverfahren zunächst fortgesetzt.[8] Anfang 2018 befand sich das Planfeststellungsverfahren in „Phase 4“ und dauerte aufgrund einer Vielzahl von Einwendung absehbar an.[9] Seit 2020 wurde die Strecke vereinzelt von der Schweizer Firma Widmer Rail Services genutzt.[10] Die DB Netz AG versucht zwischenzeitlich die Strecke aufgrund von Unwirtschaftlichkeit abzustoßen, wurde jedoch per Gerichtsurteil zur Instandsetzung verpflichtet. Die Arbeiten dafür sollen bis 2024 abgeschlossen sein.[11][veraltet]
- Geprüft wurde 2012 auch eine Reaktivierung der Zellertalbahn im täglichen Taktverkehr, um eine direkte Regionalbahn-Verbindung zwischen Worms und Kaiserslautern herstellen zu können. Diese Prüfung fiel negativ aus. Die Strecke wurde aber weiterhin erhalten und im Ausflugsverkehr betrieben.[12] Eine erneute Kosten-Nutzen-Untersuchung wurde 2024 durchgeführt; ihr Ergebnis soll in die für 2025 erwartete Rangliste der zu reaktivierenden Strecken in Rheinland-Pfalz einfließen.[13]
- Die Reaktivierung der Bahnstrecke Homburg–Zweibrücken und ihre Einbindung in die S-Bahn RheinNeckar sollte in Kooperation mit dem Saarland erfolgen. Im Juni 2023 rechnete die Deutsche Bahn mit der Planfeststellung für den saarländischen Abschnitt bis Ende 2023, dem Baubeginn im Oktober 2025 und der Inbetriebnahme Ende 2028[14][15]
- Ebenfalls geprüft wurde die Einbindung der Eifelquerbahn zwischen Kaisersesch und Gerolstein in den täglichen Taktverkehr.

### Neue Haltepunkte
Das Konzept des Rheinland-Pfalz-Taktes 2015 sieht vor, an bestehenden Strecken neue Haltepunkte einzurichten. Bis Ende Juni 2017 gingen bereits die folgenden Haltepunkte in Betrieb:
- An der linken Rheinstrecke wurde der Haltepunkt Koblenz Stadtmitte am 14. April 2011 zur Eröffnung der Bundesgartenschau 2011 in Koblenz in Betrieb genommen.
- An der Bahnstrecke Landau–Rohrbach gingen die Haltepunkte Landau Süd, Annweiler-Sarnstall, Hauenstein Mitte und Stambach in Betrieb.
- An der Bahnstrecke Neustadt–Wissembourg wurde der Haltepunkt Neustadt Süd und an der Bahnstrecke Winden–Karlsruhe der Haltepunkt Wörth Mozartstraße eröffnet.
- An der Bahnstrecke Schifferstadt–Wörth wurden sieben neue Halte für die Stadtbahn Karlsruhe eingerichtet: Germersheim Mitte/Rhein, Germersheim Süd/Nolte, Bellheim Am Mühlbuckel, Rülzheim Freizeitzentrum, Rheinzabern Rappengasse, Rheinzabern Alte Römerstraße und Wörth Zügelstraße.
- An der Bruhrainbahn wurde parallel zum Haltepunkt der Bahnstrecke Schifferstadt–Wörth der Halt Germersheim Mitte/Rhein (oberer Bahnsteig) für die Linie S33 der S-Bahn RheinNeckar eröffnet.[16][17]
- Im Zuge der Integration der Bahnstrecke Mainz–Ludwigshafen in die S-Bahn RheinNeckar entstanden neue Haltepunkte in Dienheim und Frankenthal Süd. Diese wurden zum Sommer-Fahrplanwechsel am 14. Juni 2015 um 00:00 Uhr in Betrieb genommen.[18][19]
- An der Biebermühlbahn wurde der ehemalige Halt in Kaiserslautern-Hohenecken im Juni 2017 reaktiviert.

In Planung sind folgende Haltepunkte:
- Auf der Bahnstrecke Alzey–Mainz werden neue Haltepunkte in Nieder-Olm Nord, Ober-Saulheim und Sulzheim geprüft.
- An der Linken Rheinstrecke ist ein neuer Haltepunkt Mainz Schottwerke zwischen dem Mainzer Hauptbahnhof und der Verzweigung nach Wiesbaden vorgesehen. Neben der besseren Abdeckung des westlichen Stadtgebietes soll der Haltepunkt Umsteigerelationen zwischen Alzey, Bingen/Bad Kreuznach sowie Wiesbaden entzerren.
- An der Nahetalbahn werden als neue Haltepunkte Bad Kreuznach-Planig, -Michelin sowie -Rheingrafenstraße, Niederhausen, Bad Sobernheim-Schulzentrum sowie Idar-Oberstein-Globus und -Gewerbegebiet geprüft.
- Für die Bahnstrecke Landau–Rohrbach sind neben den vier bereits in Betrieb genommenen Haltepunkten noch vier weitere geplant: Landau Kreisverwaltung, Annweiler West, Rodalben-Neuhof und Zweibrücken-Rosengarten.
- An der Bahnstrecke Schifferstadt–Wörth wird ein neuer Halt Speyer Süd eingerichtet, der ab voraussichtlich 2021 von den Linien S3 und S4 der S-Bahn RheinNeckar bedient werden soll.[20] Die Initiative Kein Haltepunkt Süd kritisiert jedoch diesen Plan.[21]

Verworfene Planungen:
- Auf der Moselstrecke wurde ein neuer Haltepunkt unter den Planungsnamen Bengel neu und Bengel/Ürzig diskutiert, der den Haltepunkt Bengel und den Bahnhof Ürzig ersetzen und vom Regional-Express (RE 1/11) bedient werden sollte. Wegen geschätzter Kosten von 3 bis 4 Mio. EUR wurde sowohl auf den neuen Haltepunkt als auch auf den Ausbau der bestehenden Halte verzichtet.[22]
- An der rechten Rheinstrecke wurde die Anlage eines Haltepunktes Neuwied Mitte geprüft. Dieser wird vorerst jedoch nicht umgesetzt.[23]
- Der an der Pfälzischen Maximiliansbahn geplante Haltepunkt Kandel West wurde wegen Verzögerungen in der Erschließung eines neuen Wohngebietes vorerst zurückgestellt.
- Die geplanten Haltepunkte Worms Nord, Worms Süd und Roxheim an der Bahnstrecke Mainz–Ludwigshafen und Worms West an der Rheinhessenbahn werden aufgrund zu hoher Baukosten vorerst nicht realisiert.[24][25]

## Rheinland-Pfalz-Takt 2030
Für den Zeitraum ab 2030 arbeiten die SPNV-Aufgabenträger in Rheinland-Pfalz an einem neuen landesweiten Taktfahrplan, der mit dem vom Bundesministerium für Verkehr und digitale Infrastruktur geplanten Deutschland-Takt abgestimmt ist.

## Rolph

Logo der Marke Rolph

Im Juni 2019 stellte der damalige rheinland-pfälzische Verkehrsminister Volker Wissing die neue verkehrsträgerübergreifende Dachmarke Rolph (bestehend aus der Abkürzung RLP für das Land Rheinland-Pfalz, einem O als Symbol für Mobilität und einem H, welches diese Buchstaben zu einem Namen verbindet) vor, die in der Außendarstellung die bisherige Marke Rheinland-Pfalz-Takt ersetzt und unter der seitdem landesweit das ÖPNV-Angebot beworben wird. Das Ministerium für Klimaschutz, Umwelt, Energie und Mobilität teile im Oktober 2023 mit, dass es plant, die Marke in Zukunft nicht mehr zu nutzen, da sie sich nicht ausreichend habe etablieren können. Nach Angaben des Bundes der Steuerzahler wurden für die Kampagne im gesamten Zeitraum etwa 3 Mio. Euro ausgegeben, weshalb das Projekt in seinem Schwarzbuch aufgeführt wurde.